# 人類滅亡-LIFE AFTER PEOPLE-
『人類滅亡-LIFE AFTER PEOPLE-』（じんるいめつぼう ライフ・アフター・ピープル、原題: Life After People）は、2009年から2010年にかけてヒストリーチャンネルで放送された、人類が突如として消滅した1日後から1万年後の世界を追うテレビシリーズ。全2シリーズ20話であるが、2008年1月21日にはその先駆けとなる2時間のテレビ映画版スペシャルがアメリカ合衆国で放送された。
2時間スペシャルの視聴者数は540万人を記録し、当時のヒストリーチャンネル史上最高記録を樹立した。同年3月18日にDVDが発売された。

## コンセプト
人類絶滅後の地球表層の変貌をCGで描く。植物学・生態学・生物学・地質学・気候学・考古学などの学問分野の専門家が集まって考察を重ね、人類の消滅した世界で建築物や橋がいつまで耐久するか、齧歯類や鳥類などの生物がどれほど繁栄を遂げるか、といった内容を紹介する。具体的には、燃える高層ビル・崩落する橋・洪水に襲われる地下トンネル・森林に覆われて姿を消す都市が描写された。
人間が忽然と姿を消した世界を推測する材料として、チェルノブイリ原子力発電所事故による放射線の危険から立ち入り禁止となったウクライナのプリピャチが参考にされている。
なお、人類が絶滅した理由などは劇中で一切説明されていない。人類が一斉に姿を消した設定であるため、遺体の腐敗などの問題も無視されている。

## 時系列
人類消滅1日目
発電所が停止。地下水の管理が不能となり、地下空間が地下水で満たされる。
人類消滅10日目
人類に飼育されていたペットのうち、イヌが多く餓死する。イヌよりも自由に行動できるネコは野鳥などを捕食し、イヌよりも多く生き延びる。
人類消滅1年後
タンポポなど植物がアスファルトを割って繁茂し、根を張って数年で建築物を破壊する。
人類消滅5年後
植物の繁茂により、道路がほとんど消滅する。植物食性動物が繁栄し、それを狙う動物食性動物も数を増やし始める。
人類消滅数十年後
CDやDVDなどのデジタルデータが寿命を迎える。
人類消滅100年後
ゴールデン・ゲート・ブリッジやブルックリン橋などの橋が崩落し始める。
人類消滅200年後
エッフェル塔やエンパイア・ステート・ビルディングなどの大型建築物が倒壊し始める。
人類消滅1000 - 10000年後
河川の形状も変わり、人類が文明を築く以前の自然が回復する。1万年後にもなると、ラシュモア山や万里の長城・ピラミッドといった石造りの構造物を除き、人類の文明の痕跡はほとんど残存していない。

## エピソードリスト
第1シリーズの放送日と第2シリーズの米国放送日はインターネット・ムービー・データベース、第2シリーズの邦題と日本放送日はヒストリーチャンネルの公式サイトの情報による。

### 第1シリーズ
| The Bodies Left Behind 放送日 - 2009年4月21日 Outbreak 放送日 - 2009年4月28日 The Capital Threat 放送日 - 2009年5月5日 Heavy Metal 放送日 - 2009年5月12日 The Invaders 放送日 - 2009年5月19日 | Bound and Buried 放送日 - 2009年5月26日 Sin City Meltdown 放送日 - 2009年6月2日 Armed and Defenseless 放送日 - 2009年6月9日 Roads to Nowhere 放送日 - 2009年6月16日 Waters of Death 放送日 - 2009年6月23日 |

### 第2シリーズ
| Wrath of God 邦題 - 神の怒り 米国放送日 - 2010年1月5日 Toxic Revenge 邦題 - 有毒な世界 米国放送日 - 2010年1月12日 Crypt of Civilization 邦題 - 文明の地下聖堂 米国放送日 - 2010年1月19日 日本放送日 - 2020年4月1日 Last Supper 邦題 - 最後の晩餐 米国放送日 - 2010年1月26日 日本放送日 - 2020年4月2日 Home Wrecked Home 邦題 - 家屋の終焉 米国放送日 - 2010年2月2日 日本放送日 - 2020年4月8日 | Holiday Hell 邦題 - 人類のいない祝日 米国放送日 - 2010年2月9日 日本放送日 - 2020年4月6日 Waves of Devastation 邦題 - 荒廃の波 米国放送日 - 2010年2月16日 日本放送日 - 2020年4月3日 Sky's the Limit 邦題 - 空の支配者 米国放送日 - 2010年3月2日 日本放送日 - 2020年4月7日 Depths of Destruction 邦題 - 地下社会の壊滅 米国放送日 - 2010年3月9日 日本放送日 - 2020年4月9日 Take Me to Your Leader 邦題 - ホワイトハウスの崩壊 米国放送日 - 2010年3月16日 日本放送日 - 2020年4月10日 |

## 日本において
日本では2020年4月にヒストリーチャンネルで第2シリーズまで放送された。
2008年11月17日には日本テレビ系列のバラエティ番組『世界まる見え!テレビ特捜部』で本作のスペシャル版が特集された。日本テレビ系列では、2010年6月28日にも再構成の上で『人類ZEROの未来!』として放送された。